# Lista celor mai bogați oameni din Statele Unite ale Americii din toate timpurile
Aceasta este lista celor mai bogați oameni din of America din toate timpurile (pană acum toți au fost bărbați) care la un moment dat al vieții lor au fost considerați "cea mai bogată persoană" din Statele Unite ale Americii.
Stabilirea celui mai bogat om din lume este dificilă pentru perioade anterioare este dificilă întrucât fenomenul oamenilor de afaceri extrem de bogați este un fenomen nou. Cel mai adesea regii sau conducătorii țărilor aveau un control deosebit asupra multor vieți și multor destine. Determinarea celui mai bogat om din America este cumva mai ușoară pentru că Statele Unite este o țară nouă fară aristrocrație ereditară.
| Nume                         | Data nașterii - decesului              | Cel mai bogat            | Originea                    | Zona de activitate                       |
| ---------------------------- | -------------------------------------- | ------------------------ | --------------------------- | ---------------------------------------- |
| Henry Peronneau              | 1700 – 1754                            | ?                        | Charleston, Carolina de Sud | Plantațiile de orez și importul de vin   |
| John Jacob Astor             | 17 iulie, 1763 – 29 martie 1848        | ?                        | Germania                    | Comerțul cu blănuri, Imobiliare          |
| William Backhouse Astor, Sr. | 19 septembrie 1792 – 24 noiembrie 1875 | ?                        | New York                    | Imobiliare                               |
| Cornelius Vanderbilt         | 27 mai 1794 – 4 ianuarie 1877          | ?                        | New York                    | Transporturi navale                      |
| William Henry Vanderbilt     | 8 mai 1821 – 8 decembrie 1885          | ?                        | New York                    | Căi ferate                               |
| Andrew Carnegie              | 25 noiembrie 1835 – 11 august 1919     | ?                        | Scoția, Pittsburgh          | Oțel                                     |
| J. P. Morgan                 | 17 aprilie 1837 – 31 martie 1913       | 1901ish                  | Hartford, Connecticut       | Bănci                                    |
| John Davison Rockefeller     | 8 iulie 1839 – 23 mai 1937             | ?                        | New York, Cleveland         | Petrol                                   |
| Jean Paul Getty              | 15 decembrie 1892 – 6 iunie 1976       | ?                        | Minnesota                   | Petrol                                   |
| Howard Hughes                | 24 decembrie 1905 – 5 aprilie 1976     | ?                        | Texas                       | Hughes Tool Company                      |
| Sam Walton                   | 29 martie 1918 – 5 aprilie 1992        | 1985 - 1988 (Forbes 400) | Arkansas                    | Lanțul de supermagazine Wal-Mart         |
| John Kluge                   | 21 septembrie 1914 – în viață          | 1989 (Forbes 400)        | Germania                    | Televiziune                              |
| Bill Gates                   | 28 octombrie 1955 – în viață           | 1996-2006 (Forbes 400)   | Seattle, Washington         | Software - Corporația Microsoft          |
| Warren Buffett               | 30 august 1930 – în viață              | 2006 (Forbes 400)        | Omaha, Nebraska             | Investiții bursiere - Berkshire Hathaway |

## Vezi și
- Lista miliardarilor